# Konflikt um die Entgeltfortzahlung im Krankheitsfall 1996
Der Anspruch auf Entgeltfortzahlung im Krankheitsfall wurde erstmals 1956/57 auch für Arbeiter in einem Tarifvertrag geregelt. In der Metallindustrie in Schleswig-Holstein wurde nach einem 16-wöchigen Streik um die Lohnfortzahlung im Krankheitsfall ein Kompromiss erzielt. 1969 wurde durch die CDU-SPD-Regierung der Anspruch auf Entgeltfortzahlung im Krankheitsfall für alle Beschäftigten im Lohnfortzahlungsgesetz verankert. Dieses Gesetz wurde 1996 durch die CDU-FDP-Regierung geändert – so betrug beispielsweise der Anspruch lediglich 80 Prozent statt 100 Prozent des Entgeltes. Nach einem längeren, bundesweiten Konflikt vereinbarten die IG Metall und der Arbeitgeberverband der niedersächsischen Metall- und Elektroindustrie die tarifliche Regelung der 100-prozentigen Entgeltfortzahlung im Krankheitsfall – unabhängig von der jeweiligen gesetzlichen Regelung. Dieser Tarifkompromiss wurde schrittweise in den anderen Tarifgebieten der Metallindustrie und später in anderen Branchen übernommen. 1999 wurde durch die die rot-grüne Bundesregierung die 100-prozentige Entgeltfortzahlung im Krankheitsfall wieder im Entgeltfortzahlungsgesetz festgeschrieben.

## Geschichte
Während für Angestellte aufgrund des § 63 HGB ein unabdingbarer Anspruch auf eine sechswöchige, 100-prozentige Gehaltsfortzahlung im Krankheitsfall seit 1930/31 bestand, existierte kein vergleichbarer Anspruch für Arbeiterinnen und Arbeiter. Es wurde nach drei Karenztagen lediglich ein Krankengeld in Höhe von 50 Prozent des Lohns gezahlt. Nach Gründung der Bundesrepublik forderten die Gewerkschaften eine unabdingbarere sechswöchige Lohnfortzahlung auch für Arbeiter. Ein entsprechender Entwurf der SPD wurde 1956 im Bundestag abgelehnt. Im gleichen Jahr (vom 24.10.1956 bis 14.2.1957) kam es in der Metallindustrie in Schleswig-Holstein zu einem sechzehnwöchigen Streik von ca. 34.000 Arbeitern aus 38 Betrieben. Nach mehreren Urabstimmungen wurde schließlich ein Kompromiss erzielt und in einer Urabstimmung der IG-Metall-Mitglieder bestätigt. Im neuen Tarifvertrag wurde der Einstieg in die Lohnfortzahlung für Arbeiter vereinbart – eine Lohnfortzahlung in Höhe von 90 Prozent des Lohns, teilweise mit Karenztagen mit einer 50-prozentigen Lohnfortzahlung.
1957 verabschiedete der Bundestag das Arbeiterkrankengesetz. Dies sah einen Zuschuss der Unternehmer zum Krankengeld auf 90 Prozent des Entgeltes bei drei Karenztagen vor.
Erst 1969 wurde durch die CDU-SPD-Regierung ein Lohnfortzahlungsgesetz vereinbart, das ohne Karenztage die 100-prozentige Lohnfortzahlung für die Dauer von 6 Wochen auch für Arbeiter vorsah. Es trat am 1. Januar 1970 in Kraft. In den Manteltarifverträgen der Metall- und Elektroindustrie und in anderen Branchen wurde ebenfalls der Anspruch auf die 100-prozentige Entgeltfortzahlung geregelt – teilweise als eigenständige (konstitutive) Regelung, teilweise durch Verweis auf das Lohnfortzahlungsgesetz (deklaratorische Regelung).

## Ausgangssituation 1996
Nach Vollzug der deutschen Einheit im Jahr 1990 begann Mitte der 1990er Jahre eine Debatte zur Wettbewerbsfähigkeit des Standortes Deutschlands. Vor dem Hintergrund der hohen Arbeitslosigkeit in Ostdeutschland und aufgrund der Verlagerung zahlreicher Arbeitsplätze in die osteuropäischen Niedriglohnländer begann eine konfliktreiche Grundsatzdebatte innerhalb der Parteien, aber auch zwischen Unternehmern und Gewerkschaften. Insbesondere CDU und FDP forderten eine Absenkung bestehender arbeits- und sozialrechtlicher Regelungen, um so die Arbeitskosten für die Unternehmer senken zu können. Insbesondere die Lohnnebenkosten seien zu hoch und müssten gesenkt werden. Die Arbeitgeberverbände kündigten in dieser Zeit eigenständig Tarifverträge, um dort ebenfalls tarifliche Ansprüche zu senken. Diese Debatte wird auch mit den Begriffen Neoliberalismus und Deregulierung gekennzeichnet. Der IG Metall Vorsitzende Klaus Zwickel machte 1995 den Unternehmern und der Bundesregierung den Vorschlag ein Bündnis für Arbeit abzuschließen. Dazu fanden mehrere Gesprächsrunden statt. Als die Bundesregierung ankündigte, die Lohnfortzahlung im Krankheitsfall zu senken, stiegen die Gewerkschaften aus diesen Gesprächen aus.
Im Jahr 1996 verabschiedete die CDU-FDP-Bundesregierung ein sogenanntes Programm für mehr Wachstum und Beschäftigung, mit dem zahlreiche gesetzliche Regelungen zu Gunsten der Unternehmer und zu Lasten der Beschäftigten geändert wurden. Im Entwurf zum Arbeitsrechtlichen Beschäftigungsförderungsgesetz vom 10. Mai 1996 wurde beispielsweise die Begrenzung der Lohnfortzahlung im Krankheitsfall, eine Verschlechterung des Kündigungsschutzes und eine Erleichterung des Abschlusses von befristeten Arbeitsverträgen vorgeschlagen. Die Lohnfortzahlung im Krankheitsfall sollte von 100 Prozent auf 80 Prozent des bisherigen Arbeitsentgeltes gesenkt werden. Dieses Gesetz wurde im Juni 1996 vom Bundestag beschlossen. Im angerufenen Vermittlungsausschuss von Bundestag und Bundesrat wurde keine Einigung erzielt. Da das Gesetz nicht durch den Bundesrat zustimmungspflichtig war, wurde es am 13. September 1996 mit absoluter Mehrheit im Bundestag beschlossen und trat am 1. Oktober 1996 in Kraft.

## Gesetzesänderung und Tarifverträge
Da die Entgeltfortzahlung im Krankheitsfall nicht nur gesetzlich, sondern auch in Manteltarifverträgen geregelt war und ist, trat ein Grundsatzkonflikt auf. Je nach Branche und regionalem Tarifgebiet waren in den Manteltarifverträgen unterschiedliche Regelungen vereinbart. Die Unternehmer und ihre Verbände vertraten die Auffassung, dass die Regelungen in den Manteltarifverträgen lediglich auf das jeweilige Lohnfortzahlungsgesetz verwiesen (deklaratorische Regelung). Die Gewerkschaften sahen in den tariflichen Regelungen eigenständige, sogenannte konstitutive Regelungen, die unabhängig von der jeweiligen Gesetzeslage Geltung haben. Unabhängig von den jeweiligen regionalen tariflichen Regelungen empfahlen die Arbeitgeberverbände ihren Mitgliedsfirmen, ab 1. Oktober 1996 die Lohnfortzahlung auf 80 Prozent abzusenken.

## Proteste der Gewerkschaften
Gegen die geplanten Maßnahmen der CDU-FDP-Bundesregierung erhoben die Gewerkschaften ihren Protest. Im Jahr 1996 kam es zu mehreren regionalen Protestaktionen der Gewerkschaften gegen das geplante „Programm für mehr Wachstum und Beschäftigung“. Bei den Protesten stand die geplante Absenkung der Lohnfortzahlung im Krankheitsfall im Mittelpunkt. Vorläufiger Höhepunkt der gewerkschaftlichen Proteste war eine zentrale Großdemonstration in der damaligen Bundeshauptstadt Bonn mit ca. 350.000 Teilnehmenden. Auch nach dem 1. Oktober 1996 gingen die Protestaktionen insbesondere in der Metall- und Elektroindustrie weiter. In zahlreichen betrieblichen Protestaktionen machten die Mitglieder der IG Metall ihren Unmut über die geänderte Regelung zur Lohnfortzahlung deutlich. Vor dem Hintergrund dieser Protestaktionen gingen zahlreiche Firmen und Konzerne dazu über, die Lohnfortzahlung im Betrieb bei 100 Prozent zu belassen. Sie folgten damit bewusst nicht der Empfehlung der Arbeitgeberverbände. Da es sich dabei um bekannte Konzerne handelte und immer mehr Firmen diesem Vorgehen folgten, kamen die Arbeitgeberverbände in eine schwierige Situation.

## Tarifliche Lösung des Konflikts in der Metallindustrie
Der Konflikt um die Entgeltfortzahlung im Krankheitsfall ging in der Metallindustrie fließend in die Tarifrunde im Herbst 1996 ein. Schon bevor die IG Metall ihre Forderungen aufgestellt hatte, kündigten die Arbeitgeberverbände die Tarifverträge zu Urlaub, Urlaubsgeld und Weihnachtsgeld mit dem Ziel, die tariflichen Leistungen zu senken. Noch bevor die IG Metall ihre Tarifforderungen aufstellte, kam es auf Bundesebene zu mehreren Spitzengesprächen zum Thema der Lohnfortzahlung im Krankheitsfall. Die Gespräche zwischen dem Vorständen der IG Metall und von Gesamtmetall führten zu keinem Ergebnis, woraufhin die IG Metall zu einem bundesweiten Aktionstag am 24. Oktober 1996 aufrief. An diesem Tag beteiligten sich bundesweit über 400.000 Metallerinnen und Metaller an betrieblichen Protestaktionen.
Anfang November 1996 stellte die IG Metall ihre Forderungen für die Tarifrunde auf: Erhöhung der Entgelte um 5 Prozent, die unveränderte Wiederinkraftsetzung der von den Arbeitgeberverbänden gekündigten tariflichen Regelungen zu Urlaub, Urlaubs- und Weihnachtsgeld. Da – bis auf das Tarifgebiet Bayern – die tariflichen Regelungen zur Lohnfortzahlung nicht kündbar waren, machte die IG Metall deutlich, dass ein Abschluss der Tarifrunde ohne eine für sie akzeptable Regelung zur Lohnfortzahlung im Krankheitsfall nicht denkbar sei.
In den Tarifverhandlungen im November 1996 konnte in den verschiedenen Tarifgebiete der Metallindustrie keine Einigung erzielt werden – insbesondere die Regelung zur Lohnfortzahlung im Krankheitsfall war strittig.
Für alle Beteiligten überraschend wurde am frühen Morgen des 5. Dezember 1996 in der niedersächsischen Metallindustrie ein Tarifabschluss erzielt. Die IG Metall Bezirksleitung Hannover und der Verband der Metallindustriellen Niedersachsens verständigten sich auf ein umfangreiches Verhandlungsergebnis:
- Lohnfortzahlung im Krankheitsfall: Es wurde im Manteltarifvertrag vereinbart, dass ein Anspruch auf 100-prozentige Entgeltfortzahlung im Krankheitsfall für sechs Wochen, unabhängig von der jeweiligen gesetzlichen Regelung besteht. Wörtlich: „Werden Beschäftigte durch Arbeitsunfähigkeit infolge Krankheit an ihrer Arbeitsleistung verhindert, ohne dass sie ein Verschulden trifft, so haben sie unabhängig von der jeweils geltenden Regelung vom ersten Tag an Anspruch auf Entgeltfortzahlung im Krankheitsfall durch den Arbeitgeber für die Zeit der Arbeitsunfähigkeit bis zur Dauer von 6 Wochen“.[7] Bei der Berechnungsgrundlage des Arbeitsentgeltes wird Mehrarbeit nicht mehr berücksichtigt.
- Entgelterhöhungen von 4 Prozent in zwei Stufen.
- Urlaub, Urlaubs- und Weihnachtsgeld: Beibehaltung der bisherigen Regelungen, wobei in der Berechnungsgrundlage Mehrarbeit ebenfalls nicht mehr berücksichtigt wird.
- Möglichkeit, durch freiwillige Betriebsvereinbarung eine Gesundheitsprämie in Abhängigkeit zum Krankenstand zusätzlich zum Weihnachtsgeld einzuführen.
- Erklärung zum Flächentarifvertrag: Angesichts der zahlreichen kritischen Diskussionen zum System des Flächentarifvertrages wird von den beiden Tarifvertragsparteien erklärt, dass „der Flächentarifvertrag ein bewährtes und zukunftsweisendes Instrument zur Regelung industrieller Arbeitsbeziehungen darstellt.“[8]

Dieser Tarifabschluss war innerhalb der metallindustriellen Arbeitgeberverbände heftig umstritten. Der niedersächsische Arbeitgeberverband wurde für sein Vorgehen massiv kritisiert – sowohl vom Vorstand von Gesamtmetall, aber auch von den Arbeitgeberverbänden, vornehmlich aus Süddeutschland. Die zentrale Verhandlungskommission von Gesamtmetall stimmte dem hannoverschen Verhandlungsergebnis zunächst nicht zu. Nach heftigen Auseinandersetzungen wurde der niedersächsische Pilotabschluss schließlich in allen Tarifgebieten der Metallindustrie übernommen und auch auf andere Branchen ausgeweitet.
Das Ergebnis der Tarifrunde wurde von den Medien als eine Niederlage der Arbeitgeberverbände gewertet. Die Frankfurter Allgemeine Zeitung formulierte: „Die IG Metall hat gesiegt.“ Die tarifliche Regelung der Lohnfortzahlung im Krankheitsfall wurde aber auch als eine Niederlage der Bundesregierung gewertet. Die Bundesregierung unter Kanzler Kohl war von den Arbeitgeberverbänden gedrängt worden, die Lohnfortzahlung im Krankheitsfall gesetzlich abzusenken und sah sich jetzt von den Arbeitgeberverbänden im Stich gelassen. Die Frankfurter Allgemeine Zeitung (FAZ) sprach von einem Gesetz ohne Folgen.

## Rücknahme der Gesetzesänderung von 1996 ab 1.1.1999
In den ersten Monaten der Regierungszeit der rot-grünen Bundesregierung wurden die Änderungen im Entgeltfortzahlungsgesetz zurückgenommen. Im Dezember wurde das Gesetz zu Korrekturen in der Sozialversicherung und zur Sicherung der Arbeitsnehmerrechte vom Bundestag beschlossen. Seit 1. Januar 1999 gilt für die Beschäftigten wieder ein gesetzlicher Anspruch auf 100-prozentige Entgeltfortzahlung im Krankheitsfall; vgl. § 3 des Gesetzes über die Zahlung des Arbeitsentgeltes an Feiertagen und im Krankheitsfall.

## Verhältnis von gesetzlichen und tariflichen Regelungen
Am Konflikt um die Lohnfortzahlung im Krankheitsfall wird exemplarisch das Zusammenwirken der zwei Regulationsebenen Gesetze und Tarifverträge deutlich. Im Jahr 1957 wurde erstmals eine tarifliche Regelung für die Lohnfortzahlung im Krankheitsfall für Arbeiterinnen und Arbeiter in der Metallindustrie Schleswig-Holstein vereinbart. Ein Jahr später folgte die erste gesetzliche Regelung, die 1969 durch die CDU-SPD-Regierung vervollständigt wurde. Jetzt bestand ein gesetzlicher Anspruch auf 100-prozentige Lohnfortzahlung. Dieses Gesetz wurde 1996 durch die CDU-FDP-Regierung geändert, wodurch sich der Anspruch auf 80 Prozent verringerte. Im selben Jahr wurde in der Metallindustrie dagegen der Anspruch auf 100 Prozent Lohnfortzahlung tariflich vereinbart. Diese Regelung wurde dann wieder durch die rot-grüne Bundesregierung im Jahr 1998 in das Entgeltfortzahlungsgesetz übernommen. Diese Regelung gilt bis heute.